# Louis Moisset
Louis Moisset est un ingénieur français, né le 29 janvier 1741 à Civry (actuellement en Eure-et-Loir) et mort le 13 novembre 1827 à Tarbes (Hautes-Pyrénées).

## Biographie
Louis Moisset suivit à Orléans, de 1759 à 1762, le cours de mathématiques de Camus, un des directeurs de la Carte générale de la France. Il travailla ensuite pendant quatorze années à la Carte de Cassini. D’abord, sous les ordres de l’ingénieur-géographe Rittmann, au levé de la planche de Bordeaux (no 104) pendant quatre ans. Ensuite en tant qu’ingénieur-géographe, au levé des planches de Bayonne (no 139), Orthez (no 107), Pau (no 108), Saint-Jean-Pied-de-Port (no 140), Cauterets (no 108+) et Bagnères (no 76) ; pour ces dernières cartes conjointement avec l’ingénieur-géographe Flamichon.
En 1776, Louis Moisset sollicita de Trudaine de Montigny un emploi dans le service des Ponts et Chaussées, bien que n’ayant jamais été élève de l’École des Ponts et Chaussées. Grâce à la protection de Perronet, l’un des directeurs de la Carte de France, de l’intendant Douet de La Boulaye et de l’ingénieur en chef à Auch, Desfirmins, il devint en 1777 sous-ingénieur des ponts et chaussées du Pays d’État de Bigorre, en résidence à Tarbes. Après la Révolution, il devint ingénieur ordinaire puis ingénieur en chef du département des Hautes-Pyrénées. Il fit notamment exécuter divers aménagements dans les stations thermales des Pyrénées.
Louis Moisset fournit, comme son collègue Flamichon, divers renseignements sur les Pyrénées au naturaliste Pierre Bernard Palassou. Il est également l’auteur des deux planches représentant les mines et la fonderie de cuivre de Baïgorry, qui figurent dans l’Essai sur la minéralogie des Monts-Pyrénées de Palassou (Paris, 1781).

## Sources
- Archives nationales : F/14/2284/1. Dossier personnel de Louis Moisset, ingénieur des ponts et chaussées.
- Bernard Palassou, Essai sur la minéralogie des Monts-Pyrénées, Paris, 1781, et 2e éd. 1784.
- Gilles Parent, « La Fonderie de cuivre de Baigorri au XVIIIe siècle, un paysage industriel disparu », Mines et établissements métallurgiques de Banca, éditions Izpegi, Saint-Étienne-de-Baïgorry / J&D, Biarritz, 1995.